# 日本の貨車史
日本の貨車史（にほんのかしゃし）では、日本の鉄道における貨車の歴史について述べる。本項目では、時代を大きく下記の9つに区分して概説する。個々の貨車については、各車種や形式等の項目に詳細を譲り、貨車全体の発達と歴史的背景に重点を置いて記述する。

## 時代区分
- 第1期：1872 - 1907年ごろ、創業から国有化まで
- 第2期：1907 - 1926年ごろ、明治末期から大正期
- 第3期：1926 - 1936年ごろ、昭和戦前期
- 第4期：1937 - 1945年ごろ、昭和戦時期
- 第5期：1945 - 1954年ごろ、戦後復興期
- 第6期：1955 - 1964年ごろ、近代化前期
- 第7期：1965 - 1974年ごろ、近代化後期
- 第8期：1975 - 1986年ごろ、貨物輸送再建期
- 第9期：1987年以後 - 日本貨物鉄道時代

## 創業から国有化まで
1872年（明治5年）の日本の鉄道開業に際しては、貨車（機関車・客車も）は全てイギリスから輸入された。75両で、開業工事に用いられた砂利運送車と貨物緩急車である。1873年（明治6年）貨物輸送開始時には、屋根貨車（後の有蓋車）、無蓋車のほか、家畜車、魚車、材木運送車があった。
1874年（明治7年）には新橋工場で、輪軸他の部品を輸入し製作を開始、1875年（明治8年）には同様に神戸工場でも開始した。
その後鉄道の発展に伴って石運送車（石車とも）、油運送車（油車とも）、非常車（事業用貨車）、有蓋緩急車などが現れ、また線路工事用の砂利運送車が増加した。タンク車は1893年（明治26年）ごろサミュエル・サミュエル商会（シェルの前身）が自社石油製品輸送用として使用開始した車両が日本初とされる。
当時の貨車はほとんど車体が木造で、台枠も当初は木造であったが、次第に側梁を鋼製の鋼木合造とし、ついで中梁も鋼製とされた。ほぼすべて2軸車でごく一部3軸車があった。代表的な有蓋車は後にワ6000形(M44)となった荷重5 tのもの。無蓋車も後にト8700形(M44)となったものなど荷重は5 t程度が主である。
当初は番号だけだったが、1897年（明治30年）11月に「局有貨車々符号及積量票記方ノ件」(鉄運乙 第1409号)により構造別に8車種の車種記号をカタカナ記号で定めた。さらに1902年（明治35年）9月には「官設鉄道客貨車検査及修理心得」(鉄汽運甲第1088号)を制定して、構造別に車種記号および形式番号が整理された。詳細は国鉄貨車の車両形式#明治期を参照されたい
日本鉄道をはじめとする私鉄でも貨車は多く導入された。1897年（明治30年）末には26社で客車1,475両に対し、貨車は6,582両で、貨物輸送に重点が置かれていたことが分かる。
石炭車は1893年（明治26年）ごろに九州鉄道が輸入、1898年（明治31年）にはコピーが日本でも製作された。
私有貨車は1900年（明治33年）に浅野石油部が油槽車の使用をはじめたのが最初である。
官設鉄道でのブレーキ装置は、緩急車はねじ式の手ブレーキが、その他には足踏み式の側ブレーキが設置されたが、ブレーキ装置のない貨車も多かった。一方山陽鉄道では開業時から列車はいずれも真空ブレーキを装備したと考えられる。官設鉄道でも1898年（明治31年）8月からの速達貨物列車に真空ブレーキ装置が設けられた。その後新製車には真空ブレーキが設けられたが、貨物列車では一部の列車での使用にとどまった。

## 明治末期から大正期
1907年（明治40年）、前年の鉄道国有法に基く国有化が終わった。国有鉄道の貨車は、20,850両を17社の私鉄から引継ぎ、32,242両になった。
なお国有化に伴って、1911年（明治44年）に称号規程の大規模な改訂も行なわれた。当時存在した車種については、前記リンク先を参照されたい。
当時の私鉄の貨車は荷重が小さく、形態や運転装置も雑多だったので、1909年（明治42年）から軸距を10ft以上として安定させ、荷重10t積みにする増トン工事が始まった。
1908年（明治41年）には、初めての冷蔵車（5t積、後のレソ200形(M44)）が登場。1910年（明治43年）に、アメリカのラッセル社製雪かき車ユキ15形(M44)が導入された。1915年（大正4年）軍馬の輸送用として初の15t積有蓋車ワム23000形(M44)（後のワム1形）が製作された。
1925年（大正14年）7月、連結器の自動連結器化が行われた。
客車に真空式貫通ブレーキが採用されたのちも、編成両数の多い貨物列車の場合真空保持が難しく、ブレーキは不貫通のままであったが、せめて前よりの何両かでも貫通になっていればということで、真空ブレーキシリンダ付きの貨車が作られ、シリンカヤという略称で呼ばれた。空気ブレーキについては、鉄道院が1919年（大正8年）全列車への採用を決定。1923年（大正12年）9月頃から北海道で空気ブレーキを使用した石炭列車の運転を開始した。北海道以外では1927年（昭和2年）4月頃から一部で空気ブレーキを使用した貨物列車の運転を開始した。

## 昭和戦前期
形式や車種の増加に伴って1928年（昭和3年）5月に称号規程の大規模な改訂が行なわれた。これが数次の改訂を受けつつ基本的に国鉄末期まで用いられたものである。当時存在した車種についても、前記リンク先を参照されたい。
1929年（昭和4年）7月に国有鉄道建設規程が改訂され、車両限界などの現在の車両・施設の基準がおおむねこの時に決まった。その他さまざまなシステム上の改革・決定があったことについてはこちらを参照されたい。
すべての貨物列車が空気ブレーキ運転に移行したのは1930年（昭和5年）10月である。これを前提に貨物列車は最高速度65km/hとされたが、脱線の危険のため軸距3m未満の貨車はその後順次廃車された。また過去においては車扱貨物が主流で、その場合貨車の積載量がすなわち取引単位となるが、この時期は不況により小単位の方が好まれ一時貨車が小形化、10t積のワ22000形有蓋車（1929年）やト20000形無蓋車（1933年）が登場した。
しかし全般には鉄道は戦前の全盛期を迎え、1937年（昭和12年）2月には急行旅客列車なみの速度の急行宅扱貨物列車の運転を開始、これには1930年（昭和5年）製作でボギー車のワキ1形有蓋車が用いられた。また1931年（昭和6年）には荷造りの省略を目的とした1t積コンテナが登場、無蓋車に積載した。そのほかいろいろな種類の専用貨車もこの時代登場した。

## 昭和戦時期
1937年（昭和12年）日中戦争の勃発で、鉄道は戦時色を強めていく。貨車は再び大形を中心にして、汎用性の高い有蓋車、無蓋車が量産されるようになった。1938年（昭和13年）には15t積ワム23000形有蓋車が登場、戦後まで長く製作され、またほぼ同じ構造で鋼材節約のため車体を木製化したワム50000形有蓋車も1940年（昭和15年）から製作された。
無蓋車の15t積では、1938年（昭和13年）に鋼製車体のトム19000形が、1939年（昭和14年）には木製車体のトム11000形が登場、1940年（昭和15年）には、後者が台枠を改良したトム50000形に移行し、以後の標準形となり合計6800両を超えた。いずれも中央に抜き差しできる柱を持ち片面に2枚のアオリ戸をもつ。17t積では1938年（昭和13年）から鋼製のトラ4000形を製作、1940年（昭和15年）からは全長を520mm長く9456mmとしたトラ5000形となり2間（約3.7m）の木材を長手2列に積載でき長尺物輸送にも使われた。1941年（昭和16年）からはほぼ同じ全長で鋼柱木製のトラ6000形を製作し他形式から改造もした。トラ5000形も戦後トラ6000形に改造され、合計6600両を超える大所帯である
車掌車では1937年（昭和12年）に乗務環境の改善のため初めての鋼製で両端出入台のヨ2000形が製作された。有蓋緩急車では1939年（昭和14年）に貨物室を広くした8t積のワフ25000形が新製された。
戦争が進むにつれ、戦時設計のものが登場した。戦時下の輸送力増大のため、連結両数を増やす目的で、1942年（昭和17年）からトム50000形のアオリ戸を高くして積載量を増やした全長の短いトラ20000形無蓋車を製作し、トム11000形・トム50000形からも改造され、合計8700両以上登場した。戦後は改造車を復元したものと、トラ23000形となったものがある。35t積ボギー車のトキ10形は1943年（昭和18年）から150両が製造された、戦前では最大の無蓋車である。また石炭輸送用に最小の資材で最大の輸送を行うため1943年（昭和18年）に3軸無蓋車が登場、まずトラ6000形改造で28t積のトキ66000形が生まれ、さらに30t積のトキ900形が8200両以上と大量生産された。
また戦時輸送増強のため、1941年（昭和16年）12月からいわゆる増積制度として貨車の標記加重の2t引き上げが行われ、1943年（昭和18年）5月からは2軸車は1-3t、ボギ－車は5tまでの増積が行われた。これは戦後の1946年（昭和21年）3月に廃止された。

## 戦後復興期
1945年（昭和20年）8月、第2次世界大戦が終わったが、空襲により9557両の貨車を失ったほか、戦時中の酷使で貨車の状態は非常に悪かった。一方で復興需要で輸送量が急増したため、貨車の修復、増備が進められた。
こうした中で貨車の大型化、ボギー車化が進駐軍の指導により推進されるようになった。また2軸車の走行速度を従来の65km/hから75km/hに上げるための2段リンク式走り装置の研究が1952年から始まり、1953年にはワム23000形を改造したワム90000形による実用試験が開始されて結果も良かったため、その後の新製車は原則2段リンク式とすることとなり、また従来車も改造が行われることになった。
また老朽貨車等の整理が進んだことから、1953年（昭和28年）4月に車両称号規程の改訂を行なった。
戦後、有蓋車では、1946年から戦前設計のワム23000形と同一車体で車軸を短軸としたワム2000形が製造されたが、1950年からはワム23000形の製造が再開された。そして上記2段リンク式の開発により、1954年からはワム90000形として新製され、ワム23000形からの改造も行われた。
無蓋車は連合軍の指導により1948年大型ボギー車のトキ15000形が大量に製作された。台車には鋳鋼製軸箱一体形のTR41形をはじめて採用、以後のボギー貨車の標準的な台車となった。一方2軸車はトム11000形・トム50000形から改造されたトラ20000形の復旧（1949 - 1951年）などに終始した。また3軸無蓋車トキ900形の他形式への改造のほか、鋼製車体のト20000形、トム19000形、トラ4000形、トラ5000形などの鋼板の腐食が著しいため木板に張り替える改造も進められた。
この他の大形ボギー貨車としては、TR24形使用の25t積レキ1形冷蔵車（1948年）、TR41形使用の30t積ワキ1000形有蓋車（1949年）と同系列のワムフ100形有蓋緩急車（1951年）が製作された。ワキ1000形は急行小口貨物列車に用いられたが、1954年からは2段リンク式のワム90000形も組み込まれ、初の2軸車の75km/h運転となった。
冷蔵車は連合軍に大量接収されたこともあり増備が続き、1947年無氷槽形のレ6000形が、1949年には天井氷槽形のレ7000形が、1950年には全鋼製のレ10000形が登場した。1954年には2段リンク式のレ12000形となった。
通風車は、新型の15t積として1950年にワム23000形の構造をもとにしたツム1形が製作され、1953年にはいち早く2段リンク式としたツム1000形となって、後にツム1形からも改造された。
このほか特殊構造の貨車としては1946年に中梁のみで側梁のない台枠構造の揮発油専用の30t積タキ3000形（ボギー車）を製作、1951年にはカ2000形12t積家畜車、ウ300形12t積豚積車、セキ3000形30t積石炭車（ボギー車・側開き式）などが製作された。また1953年には生石灰用のテム100形15t積鉄製有蓋車、リム300形15t積土運車などが製作された（以上特記のないものは1段リンク式）。
戦後、進駐軍の指示で全列車に車掌車を連結することとなり、1946年にはワ1形の改造でヨ2500形が製作されたが設備は劣悪だった。また老朽緩急車の改善のため、1950年石炭ストーブや電灯を備えたヨ3500形が新製された。

## 近代化前期
この時期には世界的好景気により鉄道貨物輸送も増加、輸送力不足に対応する増強が求められて、国鉄は1957年度からの「第一次5ヵ年計画」、1961年度からの「第二次5ヵ年計画」により線路施設の増強や動力近代化などを進めた。この時期には新しい輸送方式に対応した貨車として、軽量構造やパレット輸送用の有蓋車、新設計の無蓋車、本格的なコンテナ貨車などが登場することになる。また以降では特に断りのない2軸車は、2段リンク式で製作されている。
有蓋車としては、顧客の要望に応え1段リンク式の10t積ワ10000形が1955年、長軸車軸で2段リンク式のワ12000形が1956年に製作されたが、輸送力を重視して15t積の製作に移行し、軽量構造を採用し機械荷役に対応するため両開き扉としたワム70000形が1958年に製作された。1961年には戸口幅を更に広げ車体断面も拡大したワム60000形が1958年に製作された。またさらなる輸送力増強のため、軸重を13.2tにまですることによって2軸車で17t積ワラ1形が1962年に製作された。一方この時期効率的な物流を行うために広まってきたパレット輸送に対応するため側扉を4枚の引き戸として総開きとなるワム80000形（初代）（後のワム89000形）が1957年に試作された。その後、車室容積を拡大するなどしたワム80000形（2代）が1959年に試作、1960年から量産が開始された。
無蓋車としては、車長の長い木製の17t積トラ30000形が1955年から製造された。1956年には15t積のトム60000形が製作され、また車長の短いトラ35000形が製造された。これはトム60000形のアオリ戸と妻板を115mm高くして容積を増やし通常の積荷は15t積、重量物のみ17t積となるもので「コトラ」と呼ばれる。1957年には17t積のトラ25000形が製作されたが、これはシートをたるみなく張れるようにして、有蓋車兼用となるというアイディアのものであった。1960年から製造されたトラ40000形、1961年から製造のトラ45000形も上記「コトラ」に属するものであり、前者はトラ35000形の構造改良版、後者は妻構・床板を鋼板としたものであるが、実際には鋼製床は積荷の固定が困難であったり腐食が進んだりしたため後に床を木板に改造したものもある（145000番台）。1963年から量産のトラ55000形は全鋼製で、軽量化すると共に容積を増やし、重量品積載時には荷重18tとなり、特殊標記符号を「スチール」の「ス」として「ストラ」とされた。鋼製であるが積荷の固定用に床に埋木を設けて釘が打てるようにされていた。
戦前に一部行われた国鉄のコンテナ輸送は戦争による中断を経て、1956年に試験輸送を再開した。これは、3000形3tコンテナを使用し、トラ30000形無蓋車に積載したもので、1957年4月からは営業輸送も開始したが、3tコンテナが小さいこともあり1959年6月に営業を中止、コンテナの荷重を5tに増大して5000形を製作、コンテナ5個積みのチキ5000形（初代）25t積長物車を試作して、1959年11月から汐留 - 梅田間でコンテナ専用列車「たから号」の運転を開始した。その後同形式を改良したチキ5500形（初代）、2軸車のチラ1形（2代）が登場した。これらは1965年の称号改正でコンテナ車に分類され、それぞれコキ5000形・コキ5500形・コラ1形に改番されている。またコキ5000形は1966年に改造されてコキ5500形に編入された。